# Felenne
Felenne (Waals: Felene) is een klein dorpje in de Belgische provincie Namen en een deelgemeente van het stadje Beauraing. Tot 1 januari 1977 was het een zelfstandige gemeente. Felenne ligt erg afgelegen, vlak aan de Franse grens, te midden een erg uitgestrekt bosgebied. De naburige dorpjes liggen alle op minstens een vijftal kilometer in vogelvlucht. Het dichtst ligt het kleine Franse dorpje Landrichamps, net over de grens (ruim twee kilometer in vogelvlucht, maar ruim zeven kilometer over de weg). Vier kilometer ten westen van Felenne ligt de Franse kerncentrale Chooz vlak bij Chooz.

## Demografische ontwikkeling
- Bronnen:NIS, Opm:1831 tot en met 1970=volkstellingen

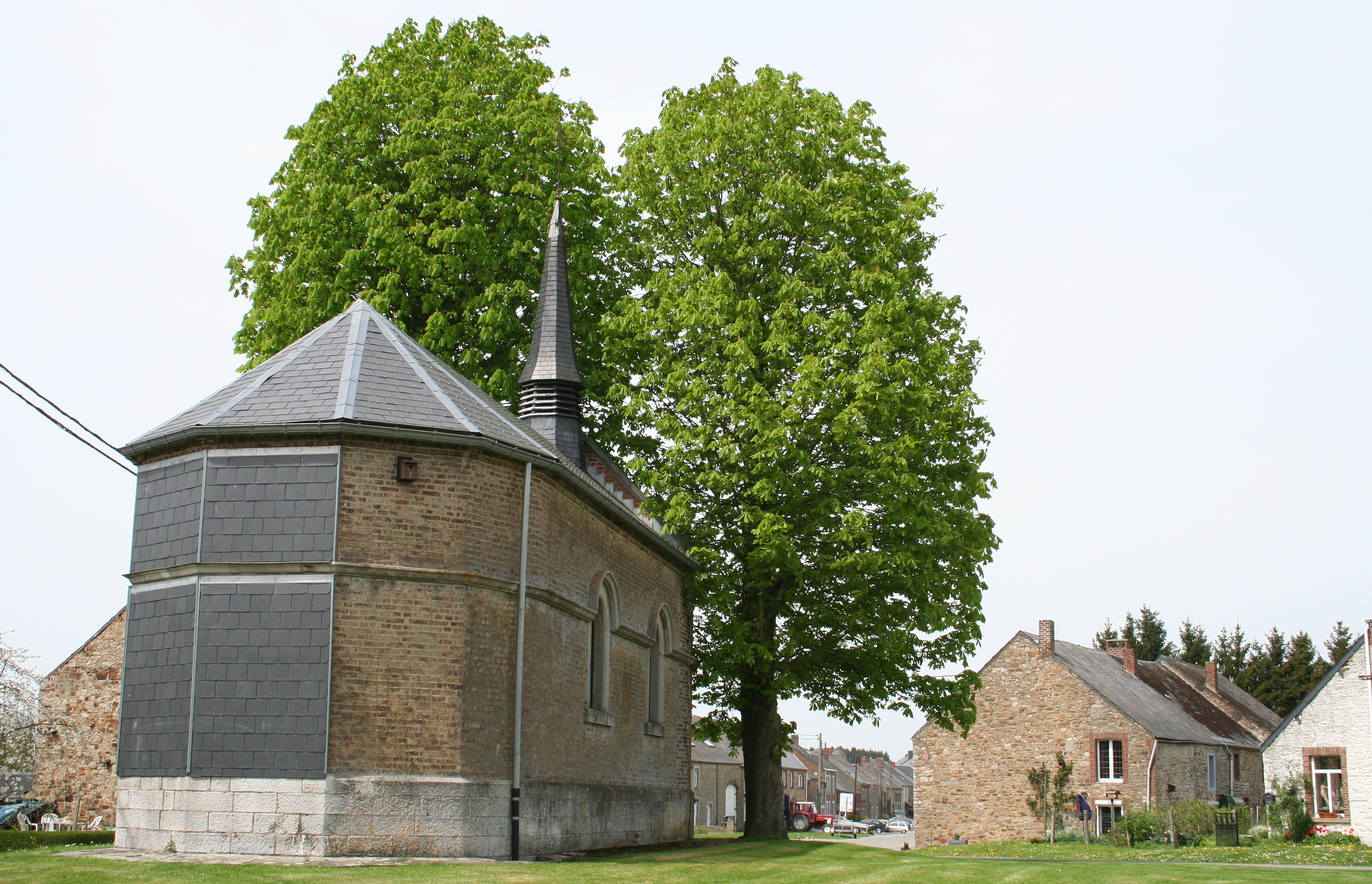
Sint-Jozefskapel